# ام شوجیرهغربیه
ام شوجیرهغربیه  یک منطقهٔ مسکونی در اردن است که در استان امان واقع شده‌است.